# Inline-Speedskating-Europameisterschaften 2012
Die Europameisterschaften wurden im ungarischen Szeged ausgetragen. Die Wettkämpfe fanden vom 23. bis 28. Juli statt und wurden nur auf der Bahn ausgetragen. Es fanden keine Wettkämpfe auf der Straße statt.
Die erfolgreichsten Teilnehmer waren mit jeweils drei Goldmedaillen Francesca Lollobrigida bei den Frauen und Fabio Francolini bei den Herren.

## Frauen
| Distanz              | Gold                                                            | Silber                                           | Bronze                                                      |
| Bahn                 | Bahn                                                            | Bahn                                             | Bahn                                                        |
| -------------------- | --------------------------------------------------------------- | ------------------------------------------------ | ----------------------------------------------------------- |
| 300 m Einzelsprint   | Erika Zanetti                                                   | Laethisia Schimek                                | Jana Gegner                                                 |
| 500 m Sprint         | Erika Zanetti                                                   | Clémence Halbout                                 | Francesca Lollobrigida                                      |
| 1000 m Sprint        | Manon Kamminga                                                  | Francesca Lollobrigida                           | Erika Zanetti                                               |
| 10000 m Punkte-Auss. | Francesca Lollobrigida                                          | Nathalie Barbotin Audoire                        | Roberta Casu                                                |
| 10000 m Ausscheidung | Francesca Lollobrigida                                          | Manon Kamminga                                   | Justine Halbout                                             |
| 3000 m Staffel       | Italien Federica di Natale Francesca Lollobrigida Erika Zanetti | Deutschland Sabine Berg Jana Gegner Mareike Thum | Niederlande Bianca Roosenboom Manon Kamminga Irene Schouten |

## Männer
| Distanz              | Gold                                                       | Silber                                                 | Bronze                                             |
| Bahn                 | Bahn                                                       | Bahn                                                   | Bahn                                               |
| -------------------- | ---------------------------------------------------------- | ------------------------------------------------------ | -------------------------------------------------- |
| 300 m Einzelsprint   | Nicolas Pelloquin                                          | Andrea Angeletti                                       | Michel Mulder                                      |
| 500 m Sprint         | Bart Swings                                                | Gwendal Le Pivert                                      | Michel Mulder                                      |
| 1000 m Sprint        | Lorenzo Cassioli                                           | Fabio Francolini                                       | Mark Horsten                                       |
| 10000 m Punkte-Auss. | Fabio Francolini                                           | Ewen Fernandez                                         | Lorenzo Cassioli                                   |
| 15000 m Ausscheidung | Fabio Francolini                                           | Lorenzo Cassioli                                       | Bart Swings                                        |
| 3000 m Staffel       | Italien Andrea Angeletti Lorenzo Cassioli Fabio Francolini | Niederlande Crispijn Ariens Mark Horsten Michel Mulder | Belgien Tim Sibiet Bart Swings Jore Van Den Berghe |

## Medaillenspiegel
| Platz | Land        | Gold | Silber | Bronze | Gesamt |
| ----- | ----------- | ---- | ------ | ------ | ------ |
| 1.    | Italien     | 9    | 4      | 4      | 17     |
| 2.    | Frankreich  | 1    | 4      | 1      | 6      |
| 3.    | Niederlande | 1    | 2      | 4      | 7      |
| 4.    | Belgien     | 1    | 0      | 2      | 3      |
| 5.    | Deutschland | 0    | 2      | 1      | 3      |